# Čađavica (rivière)
Pour l’article homonyme, voir Čađavica.
La Čađavica (en serbe cyrillique : Чађавица) est une rivière de Serbie. Elle fait partie du bassin versant de la mer Noire.
À la hauteur de Krupanj, la Čađavica rejoint les rivières Bogoštica et Kržava, pour former avec elles la Likodra, qui elle-même se jette plus loin dans le Jadar.